# 卡蜜拉 (歌手)
卡拉·卡蜜拉·卡貝羅·埃斯特拉巴奧（英语、西班牙语：Karla Camila Cabello Estrabao，/kəˈmiːlə kəˈbeɪoʊ/，西班牙語發音：[kaˈmila kaˈβeʎo]；1997年3月3日—），是一墨西哥人名古巴裔的美國歌手與詞曲作家，曾為女子團體五佳人的成員。卡蜜拉作為五佳人的成員時，曾與她的團員一同發行了一張迷你專輯和兩張錄音室專輯，而她後來則於2016年12月離團。作為主唱時，卡蜜拉曾先後與肖恩·曼德斯和機關槍凱利合作，推出單曲《盛夏謊言》與《壞習慣》 ，前者進入告示牌百大單曲榜前20名，後者則曾位居第4位。卡蜜拉發行其首張同名專輯《情牽卡蜜拉》之前，在2017年9月8日發行的專輯首波單曲《哈瓦那》，釋出後便空降在多個國家的排行榜前五名，其中更在澳大利亞、加拿大、愛爾蘭、英國和美國的排行榜中奪得首位。2018年1月12日專輯發行後，單曲和專輯在各國和美國各類排行成績持續攀升到冠軍。2019年6月21日与加拿大歌手尚恩·曼德斯共同發行新單曲《小姐》，并在公告牌單曲排行榜上獲得第一名。

## 早年生活
1997年3月3日，卡貝優於古巴哈瓦那東哈瓦那區的科伊馬爾出生，父母親分別名叫亞歷杭德羅·卡贝洛（Alejandro Cabello）和絲努希·埃斯特拉巴奧（Sinuhe Estrabao），是墨西哥移民的後代，卡蜜拉有一個妹妹蘇菲亞·卡贝洛（Sofia Cabello），2007年生。
在她童年的大部分時間，卡贝洛與她的家人都在哈瓦那和墨西哥城之間奔波，6歲移居美國，她的爸爸在18個月后取得簽證，她在2008年取得美國公民。她也是墨西哥公民和國民。卡贝洛曾入讀位於派恩克雷斯特的邁阿密棕櫚高中，但她於2012–13學年（九年級）離校，以追求她的歌唱事業。

## 歌唱生涯

### 2012年–2016年：《X音素》與五佳人

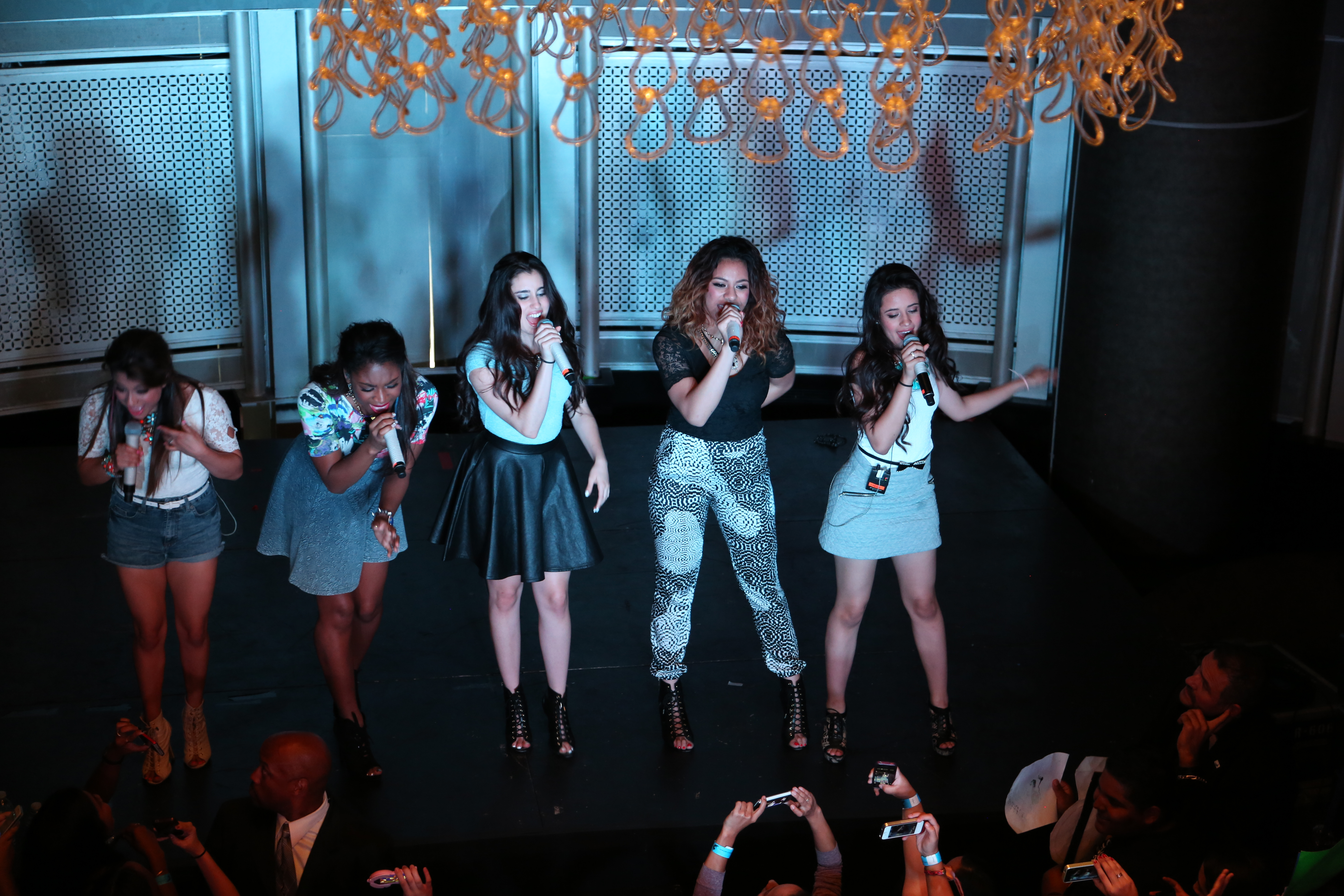
卡貝優（最右）與五佳人的其他成員一起表演

卡贝洛的音樂生涯開始於北卡羅萊納州格林斯伯勒拍攝的真人秀節目《X音素》。她在該節目上演唱艾瑞莎·弗蘭克林的《尊重》，但其表演由於《X音素》無法得到該曲的權利而沒被播出。在佛羅里達州邁阿密舉行的「訓練營」期間被淘汰後，卡贝洛與艾莉·布魯克·赫南德茲（Ally Brooke Hernandez）、諾曼妮·歌蒂、蘿倫·豪瑞吉和黛娜·珍·漢森（Dinah Jane Hansen）一起被召回到舞台上，五人隨後組成名叫五佳人的女子樂團。在《X音素》上以第三名的名次完成節目後，她們分別與西蒙·高維爾和L·A·瑞德旗下的賽科音樂和史詩唱片簽約。
卡贝洛作為五佳人成員時，團體發行過一張迷你專輯《歡樂齊聚》（2013）和兩張錄音室專輯《真情告白》（2015）、《7/27》（2016），其中包括單曲《值得擁有》和《為愛打拼》。從2013年到2016年底，卡贝洛總共隨團參加了六次巡演。
2016年12月18日，五佳人宣佈卡贝洛離團的消息，兩方對此事都有不同的解釋，她最後以成員的身份出現在銀幕前是之前為《迪克·克拉克的跨年搖滾夜》的表演。《告示牌》的記者雪莉·霍爾珀林（Shirley Halperin）就卡贝洛的五佳人生涯撰文表示在過去的幾年裡，卡贝洛一直是團中最出色的那個，同時亦提到她在社交媒體上的活動以及與她觀眾的親密互動如何助她突破。

### 2016年–2019：開始單飛及《情牽卡蜜拉 (Camila)》
2015年11月，卡贝洛與加拿大歌手肖恩·曼德斯推出兩人共同作詞的單曲《盛夏謊言》，該曲分別於告示牌百大單曲榜美國和加拿大位居18與20位，同時亦獲美國唱片業協會頒發白金認證。2016年10月14日，美國饒舌歌手机关枪凯利發行與她合作的單曲《壞習慣》，該曲曾登上告示牌百大單曲榜的第四名。憑藉其單飛和在團的表現，卡贝洛獲包括在《時代》的「2016年度最具影響力之12人榜」之中。
2017年1月25日，卡贝洛與挪威DJ開斯米貓合作的單曲《奇妙之愛》在網上遭到曝光。這首歌正式公開於同年2月16日，並收錄在開斯米貓的首張專輯《9》中。她亦與嘻哈鬥牛梗和J·巴爾文為《玩命關頭8》的原聲帶錄取歌曲《玩美女神》，其西班牙語單曲與MV在2017年3月10日公開，英文版則為稍後的4月6日。另外，卡貝優也有參與超強雷射光、特拉維斯·斯科特和奎沃的歌曲《不知道更好》的製作 。
2017年5月，卡贝洛宣佈未來將發行一張名叫《創傷。療癒。深愛。》（The Hurting. The Healing. The Loving.）的錄音室專輯，她形容該專輯為其「失喪之時重新找到自我，從黑暗走向光明的故事」卡贝洛的第一首單曲《舞廳裡的淚水》於同月19日釋出，之後她亦在2017年告示牌音樂獎上演唱該曲。除此之外，卡贝洛也在2017年7月尾至8月尾間為火星人布魯諾的24K魔幻世界巡迴演唱會作開場表演。同時她也是美國服飾品牌牌蓋爾斯的2017年代言人。
卡贝洛在2017年10月的一個訪問中證實其首張專輯將在2018年發行。該專輯的主打歌為《哈瓦那》，它發行後隨即登上澳洲、加拿大、愛爾蘭和英國排行榜的第一位，同時也位居美國排行榜的第一位。之後卡贝洛公佈其首張專輯名叫《情牽卡蜜拉》，而不是原先的《創傷。療癒。深愛。》，將於2018年1月12日發行。
卡贝洛在2018年5月至10月間與酷娃恰莉一同擔任美國創作歌手泰勒絲的舉世盛名體育場巡迴演唱會北美洲場及歐洲場的暖場嘉賓。在暖場表演中，卡蜜拉大部分演唱的曲目為《情牽卡蜜拉》專輯中的歌曲。到了泰勒絲的正式表演，泰勒絲在演唱《通通甩掉》時，卡蜜拉及恰莉一同演唱這首歌。
在2018年12月，她被提名了兩項葛萊美獎：「最佳流行歌手」的《哈瓦那》和「最佳流行演唱專輯」的《情牽卡蜜拉》。典禮開始時，她與嘉賓瑞奇·馬丁、J·巴爾文和扬·萨格一起演出了《哈瓦那》，使她成為首位開場的拉丁女歌手。

### 2019年–現在：合作新曲及《羅曼史 (Romance)》
2019年4月，被選角為凱·卡農執導的2021年電影「仙履奇緣」女主角仙杜瑞拉。
2019年6月20日與尚恩·曼德斯合作新歌《小姐（Señorita）》。這首歌是繼2015年發行的「夏季碎戀（I Know What You Did Last Summer）」之後，曼德斯與卡貝優的第二次合作。在美國告示牌百强单曲榜榜上排名第二；8月，《Señorita》攀升至第一名，這是卡貝優的第二張位居百強單曲榜榜首的單曲。根據國際唱片業協會（IFPI），《Señorita》是2019年全球排名第三的暢銷歌曲。
2019年9月5日 推出兩首新單曲《Shameless》以及《Liar》。10月4日，推出新曲《Cry for Me》。10月11日，推出新曲《Easy》。11月14日，推出新曲《Living Proof》。
專輯《羅曼史（Romance）》在2019年12月6日正式發售、共14首歌。其中一首以美國說唱歌手DaBaby為主角的《My oh My》 進入了百強榜的前20名。
2020年3月，卡貝優參加了iHeart Media的iHeart美國會客間，這是一項提高人們對2019新型冠狀病毒的認識和資金的活動。

## 藝術性
卡貝優具備女高音的音域。她從小就聽諸如Alejandro Fernández和Celia Cruz等藝術家的音樂。她的首張錄音室專輯受到了拉丁音樂風格影響。這張專輯融合了雷鬼、嘻哈和舞廳的元素，並從當代拉丁藝術家（如Calle 13、J·巴爾文）以及泰勒絲和紅髮艾德的歌曲創作中獲得啟發。她的舞廳專輯靈感來自80年代和皇后樂團的「大聲音」。她還列舉了麥可·傑克森、蕾哈娜、夏奇拉、亞雷漢德羅·桑斯、碧昂絲、約翰·梅耶和阿姆為她受影響的來源。

## 個人生活
2019年，卡貝優在接受雜誌採訪中表明正與加拿大男歌手尚恩·曼德斯交往，但在2021年12月分手。
自2019年7月以來，卡貝優一直在與加拿大歌手肖恩·曼德斯約會。這種關係引起了爭議，因為雙方都被指控試圖建立一種互相宣傳的關係，而曼德斯否認這一說法，且稱這「絕對不是一個宣傳噱頭」。卡貝優還公開了自己患有焦慮症和強迫症。她目前居住在洛杉磯好萊塢山的地中海風格別墅中。

## 歧視爭議
2019年12月18日，卡貝優被揭發曾在2012年至2013年間在Tumblr和推特上發表並轉發一系列種族主義以及仇恨性言論跟圖片，包括稱黑人為黑鬼以及以Ching chong取笑亞洲人。
她亦被揭發曾在Tumblr上攻擊妮琪·米娜、布魯諾·馬爾斯、泰勒·斯威夫特等歌手，並以蕾哈娜跟克里斯·布朗的家暴事件取笑女方。事件曝光後，卡貝優在推特跟Instagram上道歉，並稱自己後悔一輩子。

## 慈善事業
2016年2月28日，卡貝優宣佈她與救助兒童會合作設計一款限量版T恤「只有愛」（Only Love），以提升公眾對女童保健、取得成功機會和應平等接受教育問題的認識。2016年6月，她則在唱片製作人班尼·布兰科和非營利藝術組織OMG Everywhere的幫助下發行慈善單曲《在我手的力量》（Power in Me）。
2017年年底，卡貝優與其他拉丁歌手一同參與林-曼努爾·米蘭達的歌曲《近乎祈禱》的製作，以為受颶風瑪麗亞影響的波多黎各災民募款。
2019年發布的這首《Living Proof》記錄了被“非洲愛心計劃”幫助的來自利比里亞的孤兒們正在嬉戲的聲音。
通過這種方式引起人們對這個計劃的關注與支持，同時卡貝優也將《Living Proof》的部分利潤將用於捐贈該機構。

## 獎項與提名
卡贝洛贏得的獎項包括兩座拉丁葛萊美獎、四座全美音樂獎、一座告示牌音樂獎、五座MTV歐洲音樂大獎、兩座iHeartRadio音樂獎、四座MTV音樂錄影帶大獎、三座iHeartRadio音樂錄影帶獎和告示牌女性音樂獎的最具突破歌手。

## 音樂作品
- 《情牽卡蜜拉（英语：Camila (album)）》（2018）[45]
- 《羅曼史（英语：Romance (Camila Cabello album)）》（2019）

## 巡迴演唱會
開場表演
- 火星人布魯諾 – 24K魔幻世界巡迴演唱會（英语：24K Magic World Tour）（2017）
- 泰勒絲 – 舉世盛名體育場巡迴演唱會（2018）

個人巡演
- Never Be The Same巡演（2018）
- 浪漫之旅（The Romance Tour）（2020，已取消）

特別來賓
- 尚恩·曼德斯：巡迴演唱會 多倫多場次（2019）
- BLACKPINK - BORN PINK專場演唱會（2022）

## 影視作品

### 電影
| 年   | 標題                                  | 角色               | 註釋       |
| ---- | ------------------------------------- | ------------------ | ---------- |
| 2015 | 《泰勒絲 – 1989世界巡迴演唱會》       | 本人               | 演唱會電影 |
| 2018 | 《泰勒絲 – 舉世盛名體育場巡迴演唱會》 | 本人               | 演唱會電影 |
| 2021 | 《仙履奇緣》                          | 仙杜瑞拉（灰姑娘） | 後期製作   |
| 2023 | 《魔髮精靈：樂團在一起》              | 薇娃(Viva)         | 配音       |

### 電視與音樂錄影帶
| 年度      | 作品                                    | 角色 | 注釋                            |
| --------- | --------------------------------------- | ---- | ------------------------------- |
| 2012 2013 | 《X音素》                               | 本人 | 選手：第二季 來賓：第三季第一集 |
| 2014      | 《扮基追靚仔》                          | 本人 | 第二季第六集                    |
| 2015      | 《芭比之夢想豪宅》                      | 本人 | 第七季第九集                    |
| 2016      | 《The Ride》                            | 本人 | 《Fifth Harmony: The Ride》     |
| 2016      | 《Immigration Rights》                  | 本人 | Total Registration Live，MTV    |
| 2017      | 《One Love Manchester》                 | 本人 | 電視特輯                        |
| 2017      | 《週六夜現場》                          | 本人 | 來賓：第45季第3集               |
| 2018      | 《花樣冰舞》                            | 本人 | 第十季第七週                    |
| 2018      | 《像你一樣的女孩》（魔力紅的MV）        | 本人 | 客串                            |
| 2020      | 《Ant & Dec's Saturday Night Takeaway》 | 本人 | 客座播音員：第16季第1集         |
| 2020      | 《iHeart美國會客間》                    | 本人 | 特別音樂會                      |
| 2020      | 《同一個世界：四海聚一家》              | 本人 | 電視特輯                        |

## 外部連結
- 官方网站
- 卡蜜拉的Instagram帳戶 （页面存档备份，存于）
- 卡蜜拉在互联网电影资料库（IMDb）上的資料（英文）